# Alexandre Fávaro
Alexandre Fávaro, né le 21 mai 1974 à Paulinia, dans l'État de São Paulo, est un footballeur brésilien évoluant au poste de gardien de but.

## Biographie
Né à Monte Dourado, municipalité de Almerim, Alexandre Fávaro Correia est parti du Pará à l'âge d'un an pour Paullinia, dans l'intérieur de São Paulo. C'est là que le futur gardien de but passa son enfance. Il vécut son enfance à Campinas, où il fut formé dans les bases de Ponte Preta durant 12 ans. Il arriva en 1999 dans la Seleção pré-olympique.
En 2003, il commença sa carrière professionnelle à Cruzeiro, puis retourna dans son état natal, pour jouer avec le Paysandu, qu'il laissa en 2005. Suivirent alors d'autres clubs comme Brasiliense, Boavista, Mirassol, Juventude et Fortaleza.
Il décida alors de laisser Fortaleza pour retourner avec le Paysandu.
Ses principales qualités sont ses déplacements dans la surface, et ses excellents réflexes. Grâce à ce talent, il se montra décisif plus d'une fois lors des matchs avec le Paysandu. C'est ainsi qu'il fait partie des idoles du Paysandu, une référence comme gardien de but pour ce club grâce à ses qualités. Mais après la nouvelle défaite de l'équipe en Série C, aux portes d'accès à la Série B, il décide de s'en aller, à la recherche d'un club de préférence évoluant pour la saison 2012 en Série B. 

## Palmarès
- Vainqueur du Parazão en 2005 et 2010